# Pile (jezioro)
Pile (inne nazwy: Piława, Iżbiczno) – jezioro rynnowe na Pojezierzu Szczecineckim, w województwie zachodniopomorskim, w powiecie szczecineckim, w gminie Borne Sulinowo. Charakteryzuje się dobrze rozwiniętą linią brzegową oraz urozmaiconym dnem (m.in. podwodny las sosnowy).

## Położenie i opis
Jezioro jest największym akwenem Pojezierza Szczecineckiego. Zlokalizowane w południowej części powiatu szczecineckiego, nad jego brzegami leży kilka miejscowości, w tym miasto Borne Sulinowo oraz wsie Piława, Dąbrowica, czy Silnowo. Jezioro Pile jest zbiornikiem dużym, głębokim, o bardzo urozmaiconej linii brzegowej, otoczonym przeważnie terenami leśnymi. Od zachodu jest zasilane wodami rzeki Piławy, biorącej swój początek w jeziorze Komorze. Od wschodu do jeziora wpadają wody Sowiej Strugi. Nadmiar wód kieruje się na południe Piławą, która następnie uchodzi do Gwdy.
Na północ od jeziora przebiega droga krajowa nr 20 ze Stargardu do Gdyni.

## Hydronimia
Jezioro pojawia się w źródłach w 1224 r. jako Hisbitsma, a następnie Wielki (1436), Pyleborrh (1549), jeziora Pylborgka, jeziora Pilbergku (1564), Pielburgschen See, der große Pieleborg (1784), Grosser Pielburgersee (1944). Państwowy rejestr nazw geograficznych jako nazwę urzędową akwenu podaje Pile, wymieniając nazwy oboczne Piława oraz Iżbiczno.

## Morfometria
Według danych Instytutu Rybactwa Śródlądowego powierzchnia zwierciadła wody jeziora wynosi 980,1 ha, natomiast A. Choiński, poprzez planimetrowanie na mapach 1:50 000, określił wielkość jeziora na 979 ha. Jeziorna jednolita część wód powierzchniowych ma powierzchnię 948 ha.
Średnia głębokość zbiornika wodnego to 11,7 m, a maksymalna – 43,9 m. Objętość jeziora wynosi 115 171,4 tys. m³. Maksymalna długość jeziora to 9150 m, a szerokość 2850 m. Długość linii brzegowej wynosi 31 000 m.
Według Atlasu jezior Polski (red. J. Jańczak, 1997) oraz według numerycznego modelu terenu udostępnionego przez Geoportal lustro wody znajduje się na wysokości 130,1 m n.p.m.
Według Mapy Podziału Hydrograficznego Polski leży na terenie zlewni dziesiątego poziomu Bezpośrednia zlewnia jez. Pile bez zlewni bezodpływowego jez. Śniadowo. Identyfikator MPHP to 18865994399.

## Zagospodarowanie
W systemie gospodarki wodnej jezioro tworzy jednolitą część wód o kodzie PLLW10590. Administratorem wód jeziora jest Regionalny Zarząd Gospodarki Wodnej w Bydgoszczy. Utworzył on obwód rybacki, który obejmuje między innymi wody jezior Pile, Komorze, Rakowo, Brody, Strzeszyn (Strzeszyno), Kocie, Długie, Lubicko Wielkie, Lubicko Małe, Łąkie, Piławskie Małe, Bastion oraz Okrągłe Piławskie (Zarosłe) (Obwód rybacki jeziora Pile na rzece Piława – Nr 1). Gospodarkę rybacką na jeziorze prowadzi Gospodarstwo Rybackie w Czaplinku.
Według danych z 1995 r. jezioro nie było zagospodarowane na potrzeby turystyki i rekreacji, jednak w ograniczonym zakresie funkcjonowała tu turystyka indywidualna. W 2023 r. nad jeziorem działały dwa kąpieliska wyznaczone z zasadami dyrektywy kąpieliskowej: Plaża Marina oraz Plaża Słoneczna. W 2023 r. jakość wód na pierwszym kąpielisku oceniono jako dobrą, a wody drugiego nie zostały sklasyfikowane.

## Czystość wód i ochrona środowiska
W 1989 r. oceniono, że wody jeziora mieściły się w II klasie czystości, przy czym były na granicy wód III klasy. W jeziorze wykazano znaczne stężenia materii organicznej, co objawiało się wysokim wskaźnikiem CHZT, przy czym wskaźnik BZT pozostawał niski. Stężenie fosforanów było bardzo wysokie, mimo to produkcja pierwotna w jeziorze była niewielka.
W 2005 r. dokonano badań czystości wód powierzchniowych, gdzie oceniono wody Pila na II klasę czystości. Stwierdzono także II kategorię podatności na biodegradację.
Badania z 2020 r. zaliczyły wody jeziora do wód o dobrym stanie ekologicznym, co odpowiada II klasie jakości. Wskaźnikiem, który zadecydował o drugiej klasie, był stan makrozoobentosu, fitoplanktonu i fitobentosu, podczas gdy stan ichtiofauny oceniono jako bardzo dobry. W tym samym roku stan chemiczny wód określono jako poniżej dobrego, a elementami przekraczającym normę była zawartość PBDE i heptachloru w tkankach ryb oraz benzo[a]pirenu w wodzie. Przeźroczystość wód została określona na 2,7 metra.
Akwen znajduje się na obszarze chronionego krajobrazu o nazwie Pojezierze Drawskie.